# Emiel Van Averbeke

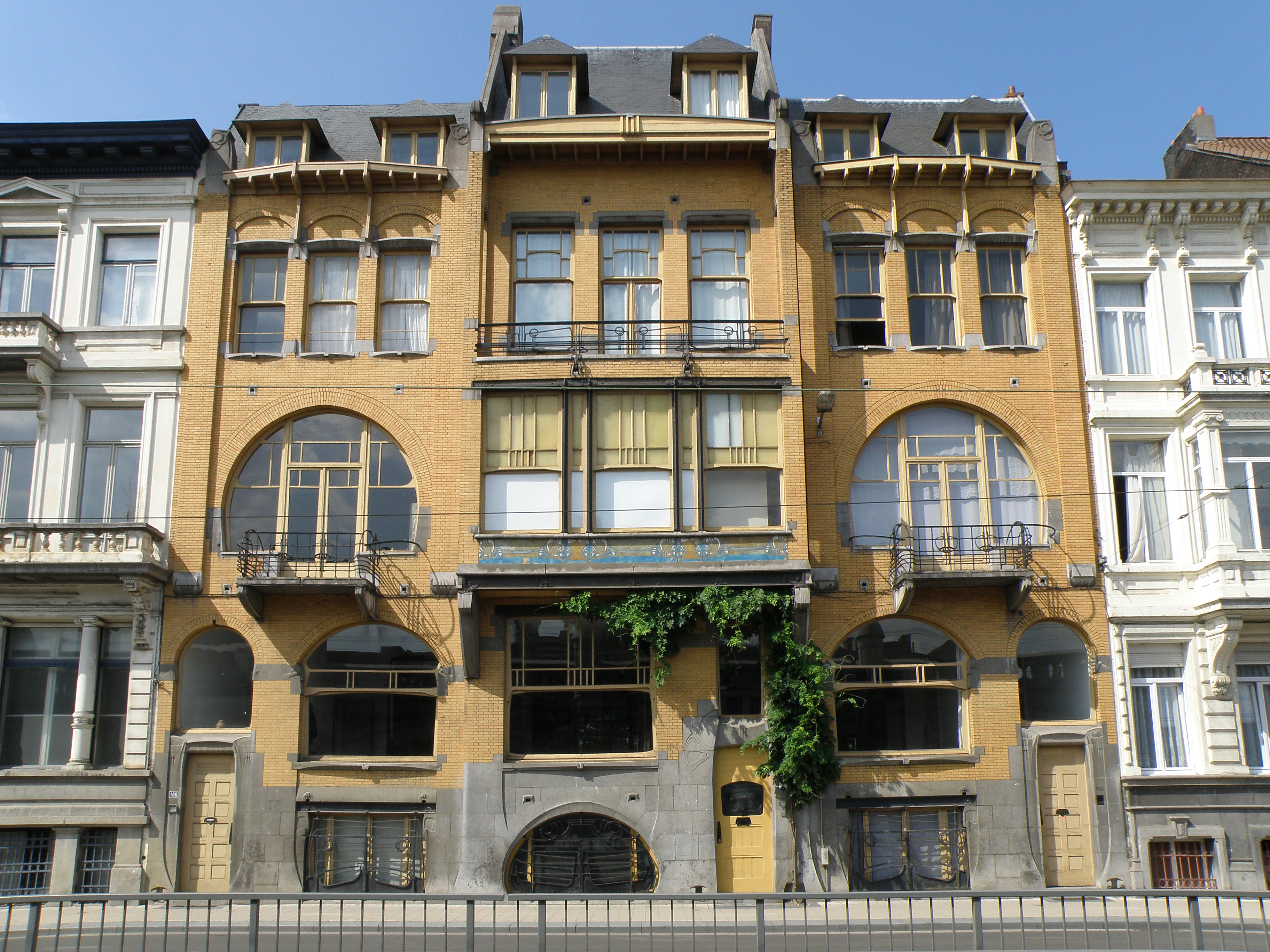
Art-nouveau-huizen in Antwerpen n.o.v. E. van Averbeke.

Emiel Van Averbeke (Berchem, 10 juli 1876 - Deurne, 1 februari 1946) was een Belgisch architect.
In 1901 trad hij in het huwelijk met Florentina Tondeur. Twee zonen, Robert en Fritz, volgden vaders voorbeeld en werden eveneens architect.

## Loopbaan
Emiel Van Averbeke was de zoon van een timmerman: Jan Van Averbeke. Hij moest zijn studie aan de Koninklijke Academie voor Schone Kunsten van Antwerpen beëindigen om zijn brood te gaan verdienen. Als gevolg daarvan, ging hij in dienst bij de van Duitsland afkomstige architect Emile Thielens die in Antwerpen bedrijvig was. Hij deed er zijn proeftijd van 1892 tot 1899. Toen het einde van zijn stage naderde (1898) ging Van Averbeke samenwerken met zijn vriend en studiemaat, architect Jan Van Asperen. Vanaf 1905 werkte hij voor de stad Antwerpen, maar de samenwerking met Van Asperen bleef duren tot aan zijn dood.
Aanvankelijk ontwierp Van Averbeke in de art-nouveaustijl, maar gaandeweg, vanaf 1910, liet hij zich meer inspireren door het rationalisme, naar het voorbeeld van Berlage.
Anno 1920 volgde hij Alexis Van Mechelen op als stedelijk hoofdbouwmeester van Antwerpen. In die hoedanigheid bepaalde hij in grote mate het uiterlijk van verscheidene locaties.
In de jaren 1926-1927 werkte hij aan schetsen voor het "Gebouw van De Algemeene Bankvereeniging" aan de Eiermarkt te Antwerpen, dat thans "Torengebouw" of "Boerentoren" wordt genoemd. De plannen van dit gebouw -dat tot in de jaren 1950 het hoogste van Europa was- werden later door andere architecten verder uitgewerkt.
Ten slotte voerde architect Van Averbeke belangrijke restauratiewerken uit, onder meer aan de Antwerpse kathedraal en aan het Rubenshuis.

## Ontwerpen(selectie)
Te Antwerpen:

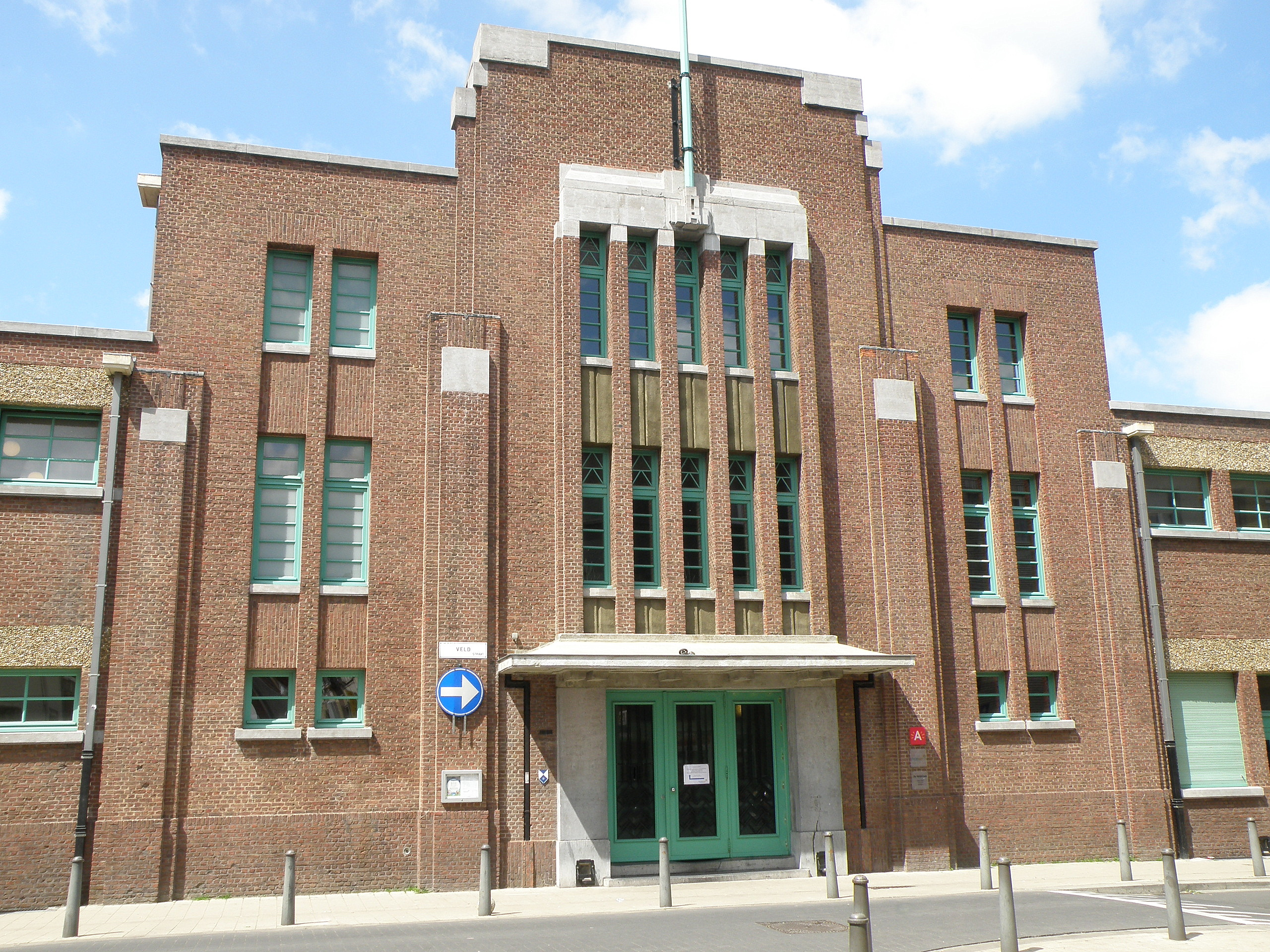
Stedelijk zwembad Veldstraat.

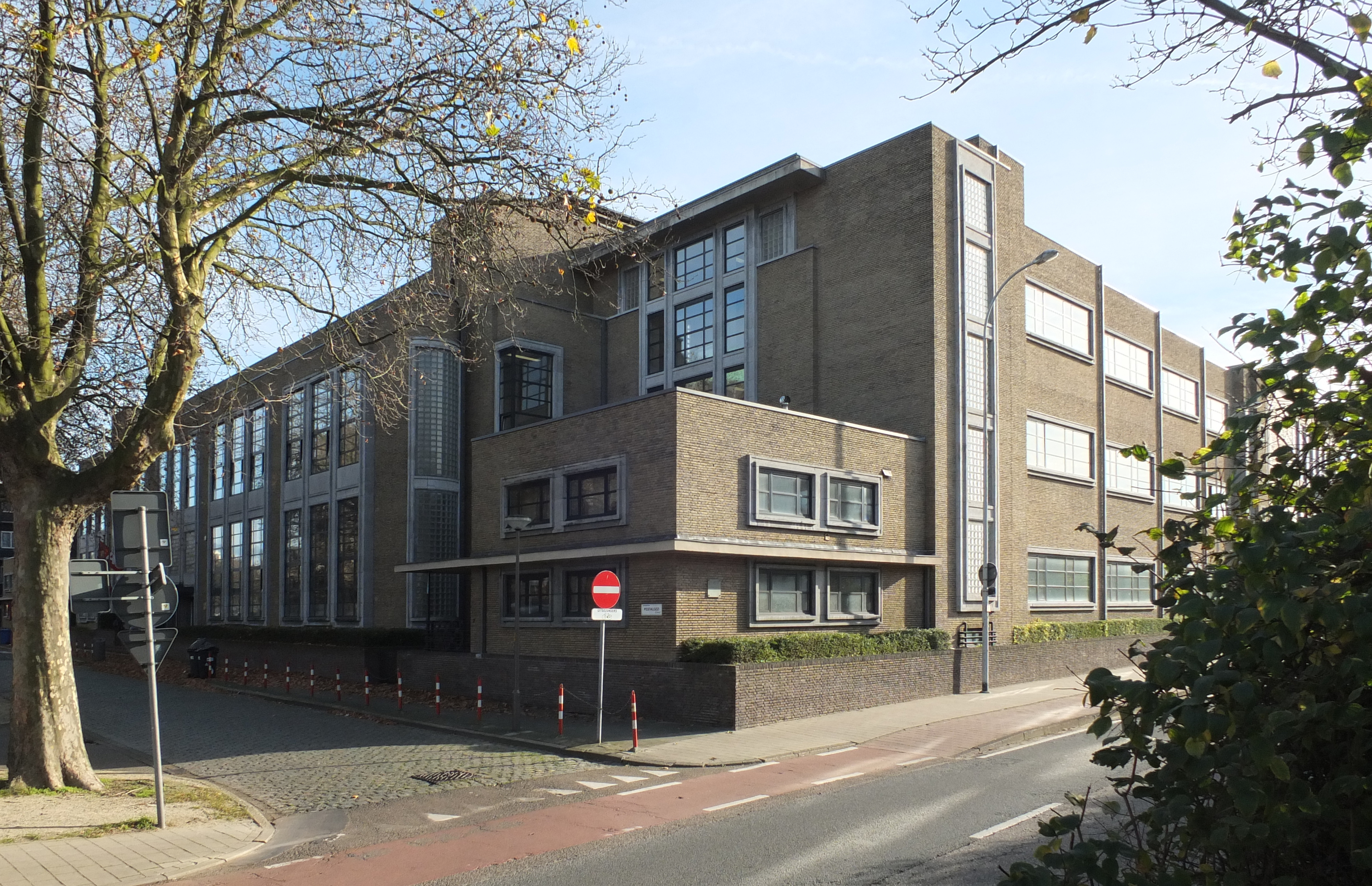
School aan de Pestalozzistraat.

- Het Liberaal Volkshuis "Help U Zelve" (Volkstraat), in samenwerking met Jan Van Asperen, 1901
- Koninklijke Vlaamse Opera (KVO), met Alexis Van Mechelen, 1904-1909
- Zijn eerste eigen woning (Cobdenstraat), 1907
- Brandweerkazernes (Paleisstraat, Viséstraat/Halenstraat, Zaha Hadidplein), 1907, 1912-1913, 1922.
De kazerne in de Paleisstraat werd ontworpen in samenwerking met Jan Van Asperen.
- Schoolgebouw van het Stedelijk Instituut voor Sierkunsten en Ambachten (oorspronkelijk gebouwd als Schippersschool) (Cadixstraat), 1926
- Zwembad (Veldstraat), samen met Joseph Algoet voor de techniek en Jan Van Asperen voor de architectuur[2], 1926
- De Boerentoren (Eiermarkt), 1929
- Scholencomplex (Pestalozzistraat), 1929-1931
- Scholencomplex (Quebecstraat), 1935
- De bruggen (Erik Sasselaan), 1930
- Grand Bazar (Schoen- en Eiermarkt), 1930-1931
- Enkele toegangs- en dienstgebouwen van de Scheldetunnel (Sint-Annatunnel), 1931-1933